# Lutjanus quinquelineatus
Lutjanus quinquelineatus és una espècie de peix de la família dels lutjànids i de l'ordre dels perciformes.

## Morfologia
- Els mascles poden assolir 38 cm de longitud total.[2][3]

## Alimentació
Menja peixos i crustacis.

## Hàbitat
És un peix marí de clima tropical i associat als esculls de corall que viu entre 2-40 m de fondària.

## Distribució geogràfica
Es troba des del Golf Pèrsic i el Golf d'Oman fins a Fiji i el sud del Japó.